# Kratt
Kratt és un ballet estonià en quatre actes d'⁣Eduard Tubin. Es considera el primer ballet estonià. El llibret el va escriure Elfriede Saarik, ballarina del Teatre Vanemuine i que més tard es casaria amb Tubin. El ballet es basa íntegrament en melodies populars.
L'estrena va ser el 31 de març de 1943 al Teatre Vanemuine dirigit pel mateix compositor. Es va representar trenta vegades seguides i més endavant es va consolidar com el ballet nacional clàssic d'Estònia. El ballet es va fer famós a Estònia a causa del bombardeig soviètic de Tallinn l'any 1944, que va començar mentre el ballet es representava al Teatre d'Estònia, que va quedar molt danyat just després que el teatre hagués estat evacuat.
Tubin va començar a crear el ballet ja l'any 1938. La segona versió es va crear el 1940-1941 i la tercera versió, ja exiliat a Suècia, el 1960.
Kratt es basa en la mitologia estoniana i explica la història d’un pagès avar que crea una criatura mística, el Kratt, amb ajuda del diable, per aconseguir riqueses, però acaba sent víctima de la seva pròpia avarícia. L’obra incorpora més de trenta motius de música folklòrica i ofereix una vibrant paleta musical inspirada en les danses tradicionals estonianes. El 1961, Tubin va adaptar el ballet a una suite orquestral, estrenada per la Filharmònica d’Estocolm, que va ser molt lloada per la premsa sueca, destacant la rica orquestració i les influències de Stravinski, Bartók i la tradició russa.